# C'era una volta un piccolo naviglio (film 1959)
C'era una volta un piccolo naviglio (Don't Give Up the Ship) è un film del 1959, diretto da Norman Taurog.

## Trama
Che fine ha fatto il cacciatorpediniere Kornblatt? Alla fine della Seconda guerra mondiale la nave risulta introvabile e la Marina Militare USA non è intenzionata a lasciar correre. Decidono di richiamare gli unici due uomini che potrebbero sapere qualcosa: il comandante Steckler e il nostromo Wychinski. Steckler non è in grado di fornire indicazioni utili, ma indica nel nostromo Wychinski, l'uomo che è in grado di svelare il mistero. Ma Wychinski è impegnato in un incontro di lotta libera e non ricorda più nulla del "Kornblatt"...